# II. třída okresu Rokycany
 II. třída okresu Rokycany (okresní přebor II. třídy) tvoří s ostatními skupinami II. třídy osmou nejvyšší fotbalovou soutěž v České republice. Hraje se každý rok od léta do jara se zimní přestávkou. Na konci ročníku nejlepší dva týmy postupují do I. B třídy Plzeňského kraje (do skupiny B) a dva nejhorší týmy sestoupí do III. třídy okresu Rokycany.

## Vítězové
| Ročník  | Vítězný tým         |
| ------- | ------------------- |
| 2004/05 | Slavoj Mýto B       |
| 2005/06 | FC Cheznovice 96    |
| 2006/07 | TJ Sokol Raková     |
| 2007/08 | FC Rokycany B       |
| 2008/09 | FC Cheznovice 96    |
| 2009/10 | TJ Hrádek           |
| 2010/11 | TJ Sokol Radnice    |
| 2011/12 | FC Mirošov          |
| 2012/13 | TJ Holoubkov        |
| 2013/14 | Slavoj Mýto B       |
| 2014/15 | TJ Sokol Dobřív     |
| 2015/16 | TJ Čechie Příkosice |
| 2016/17 | TJ Spartak Strašice |
| 2017/18 | TJ Holoubkov        |
| 2018/19 |                     |